# Vergarola
Vergarola (Vargarola; tal. Vergarolla) je uvala (lučica) i gradska četvrt u Puli koja administrativno pripada Mjesnom odboru Stoja.
Uvala Vergarola (tal. Valle Vergarola, Valle Vergarolo), na specijalnim vojnim kartama JNA-a označena kao uvala Privlaka, nalazi se na jugozapadu Pulskog zaljeva. Četvrt Vergarola s juga je ograničena Valovinama (tal. Vale d'Ovina, Uvala ovaca), sa zapada Muzilom, sa sjevera Pulskim zaljevom, a s istoka Barakama.
Dana 18. kolovoza 1946. na kupalištu Vergarola zbila se stravična eksplozija u kojoj je poginulo prema službenoj verziji 116 Puljana koji su se ondje kupali gledali veslačko natjecanje. Moguće je da je poginulih bilo i više, jer je eksplozija 9 tona morskih mina (riječ je o minama koje je tijekom drugog svjetskog rata u vodama oko Pule bila postavila talijanska ratna mornarica) koje su ondje odložile britanske vojne snage rastrgala ljude koji su se nalazili u okolini. Broj ranjenih je bio oko 200. Uzrok nesreće i moguća odgovorna osoba do danas nije identificirana. Eksplozija je ubrzala odlazak Talijana nakon Drugog svjetskog rata, te je većina talijanskog stanovništva Pule evakuirana u ožujku 1947. godine, pola godine prije nego što će britanske snage predati Pulu pod upravu jugoslavenskih vlasti. Propaganda radikalnih talijanskih krugova je tvrdila - te i do danas tvrdi - da su eksploziju zasigurno izazvali jugoslavenski agenti, koji su mrzili Talijane. Za takvo što nije bilo dokaza.
Danas se u uvali Vergarola nalazi Luka "Vargarola" Hrvatske ratne mornarice, koja je dugoročnim planom razvoja označena prioritetnom, pa se planira u razdoblju od 2011. – 2015. uložiti u njenu adaptaciju te modernizaciju objekata i infrastrukture u luci. Luka Vargarola preostala je tako jedinim militariziranim područjem pulske luke nakon dugog niza godina. Do početka 2000-ih više od 80% obale pulskog zaljeva nadzirale su razne vojske koje su ostavile tragove u povijesti Pule.